# AFC 노스
AFC 노스(AFC North), 즉 미식축구 컨퍼런스 – 북부 디비전(American Football Conference – Northern Division)은 내셔널 풋볼 리그(NFL)에 속한 아메리칸 풋볼 콘퍼런스(AFC)의 4개 디비전 중 하나이다. 이 디비전은 리그가 32개 팀으로 확장된 후 디비전을 재편성한 2002 NFL 시즌의 구조 조정 이후에 만들어졌다. 디비전은 볼티모어 레이븐스, 신시내티 벵골스, 클리블랜드 브라운스, 피츠버그 스틸러스로 구성되어 있다. 이는 소속 팀이 경기장에서 슈퍼볼을 개최하지 않은 NFL의 유일한 디비전이다. 그러나 이 부문은 총 8개의 슈퍼볼 타이틀(피츠버그에서 6개, 볼티모어에서 2개)을 획득했다.